# Домерг, Фейт
Фейт Домерг (англ. Faith Domergue), полное имя Фейт Мари Домерг (англ. Faith Marie Domergue, 16 июня 1924, Новый Орлеан, Луизиана — 4 апреля 1999[…], Санта-Барбара, Калифорния) — американская актриса кино и телевидения, более всего известная ролями в фильмах 1950-х годов.
В начале карьеры Домерг была известна как протеже миллиардера Говарда Хьюза, сыграв на его студии в фильмах «Вендетта» (1950) и «Где живёт опасность» (1950). Позднее она играла главные роли в фантастических фильмах и фильмах ужасов, среди них «Культ кобры», «Этот остров Земля», «Это прибыло со дна моря» и «Атомный человек» (все — 1955 года), что принесло ей репутацию «королевы криков».

## Ранние годы жизни и начало карьеры
Фейт Домерг родилась 16 июня 1925 года (по другим данным — 1924 года) в Новом Орлеане. Её родители были ирландско-английского и креольского происхождения. В возрасте шести недель её удочерила Аннабель Куимет, которая затем развелась и, когда Фейт было 18 месяцев, снова вышла замуж за Лео Домерга, фамилию которого дали Фейт. Фейт в течение многих лет не знала, что является приёмным ребёнком, считая своих родителей родными. В возрасте шести (по другим данным — двух) лет Фейт вместе с родителями переехала в Калифорнию. Она училась в католической школе Беверли-Хиллс и в школе монастыря Святой Моники. В детстве мать водила Фейт на курсы постановки речи, затем она училась в театральной школе Bliss-Hayden и начала играть в театре Санта-Моники.
В 1941 году, когда Фейт ещё училась в школе, её обнаружил скаут агентства Zeppo Marx, который направил её на студию Warner Brothers, с которой в сентябре 1941 года она подписала контракт. Как пишет историк кино Том Уивер, «в 15 лет Фейт подписала контракт со студией Warner Brothers, которая продала контракт Хьюзу несколько месяцев спустя». Всего, по словам самой актрисы, она «пробыла на Warner Brothers 8-9 месяцев: подписала контракт в апреле 1941 года, который продлила через 6 месяцев, а через 2-3 месяца его выкупил Хьюз». Впервые Домерг появилась на экране в небольшом эпизоде в музыкальном фильме нуар студии Warner Brothers «Блюз в ночи» (1941) . В том же году она появилась на обложке журнала Photoplay, где её имя было указано как Фейт Доун (англ. Faith Dawn). Как утверждала позднее актриса, имя было указано так, «потому что Джек Л. Уорнер был слишком глуп, чтобы произнести Домерг».
В 1941 году Домерг в составе группы старлеток Warner Bros была приглашена развлекать гостей на вечеринку для представителей киноиндустрии, которую организовал мультимиллионер Говард Хьюз на своей яхте «Южный крест». Как написал киновед Том Вэлланс, «своей поразительной внешностью Фейт произвела на Хьюза такое сильное впечатление», что в октябре 1941 года он за 50 тысяч долларов выкупил у Warner Bros её контракт и подарил ей бриллиантовое кольцо. По словам историка кино Роналда Бергана, «Хьюз мгновенно запал на неё и решил сделать из неё и любовницу, и кинозвезду. На протяжении нескольких последующих месяцев он всячески обхаживал её, одновременно очаровывая мать девушки. Ему было 35, и он был всего на год моложе её отца. Когда она переехала в его усадьбу на свой 16-й день рождения, Фейт называла его „папа-любовник“». Позднее она говорила: «Кажется, что опасности и несчастья не могли приблизиться ко мне, когда я была с этим человеком». Как далее пишет Берган, «Хьюз организовал для неё уроки актёрского мастерства и консультантов по моде, украсил её драгоценностями и мехами, а также построил для неё виллу, на которой держал её как виртуальную пленницу. Он утверждал, что она помогла ему снова почувствовать себя молодым и сглаживала его одиночество». В течение трёх лет на деньги Хьюза Домерг ежедневно занималась с частными преподавателями актёрским мастерством, вокалом и дикцией. Наконец, Хьюз, который к этому времени купил кинокомпанию RKO Pictures, посчитал Домерг готовой для камеры.

## Карьера на RKO Pictures
В августе 1945 года актриса отказалась от имени Фейт Доун и вернула своё имя Фейт Домерг. Чтобы проверить её готовность к серьёзным ролям, Хьюз организовал для Домерг маленькую роль из двух сцен в мелодраме независимой компании Ханта Стромберга «Молодая вдова» (1946), где главную роль сыграла другая протеже Хьюза, Джейн Расселл .
В 1946 году Хьюз дал Домерг главную роль в криминальной мелодраме «Коломба» по одноимённой новелле Проспера Мериме. Она получила роль Коломбы Делла Раббии, корсиканской женщины, которая мстит за убийство своего отца. Фильм должна была произвести независимая компания California Pictures, которую Хьюз основал вместе с режиссёром и продюсером Престоном Стёрджесом, режиссёром картины был назначен Макс Офюльс. Однако перед самым началом производства Хьюз, пилотируя свой личный самолёт, потерпел крушение, врезался в дом в Беверли-Хиллс и в тяжёлом состоянии был доставлен в больницу, где пролежал несколько недель. В отсутствие Хьюза Стёрджес почувствовал себя на студии хозяином и стал открыто вмешиваться в работу Офюльса, диктуя тому, что и как снимать. За шесть недель такой работы был истрачен миллион долларов, однако фильм так и не был сделан. Выздоровевший к этому времени Хьюз закрыл компанию, уволил Стёрджеса и Офюльса, назначив режиссёром Стюарта Хейслера. После этого, по словам Домерг, в фильме «было заменено всё, кроме нескольких актёров». Хейслер успел снять несколько сцен, после чего работа снова остановилась. Два года спустя Хьюз, купив RKO Pictures, снял дополнительный материал, переименовал фильм в «Вендетту», а затем нанял Мела Феррера (который в итоге в титрах указан единственным режиссёром), который переснимал картину ещё в течение шести месяцев. Домерг позднее говорила: «Это не был хороший фильм, но все мы были довольно хороши. К сожалению, вся та игра, над которой мы работали с Максом Офюльсом, была выброшена в окно. То, что вы видите, это окончательная версия, которая сделана из самых разных кусков — но в ней нет ничего, что снимал Стёрджесс, кроме пары дальних планов».
Между тем в 1947 году Домерг вышла замуж за режиссёра Уго Фрегонезе и по завершении работы над фильмом уехала с ним в его родную Аргентину. Как вспоминала актриса, «впечатления от работы над „Вендеттой“ всё ещё не оставили меня — всё это впустую потраченное время и деньги. К моменту, когда всё было закончено, у меня не осталось сил, и если быть до конца честной, я потеряла своего первого ребёнка из-за „Вендетты“. У меня был выкидыш, и это разбивало мне сердце». В 1949 году Домерг родила в Буэнос-Айресе ребёнка, после чего вернулась в США.
В Голливуде Хьюз предложил Домерг контракт с RKO и главную роль в фильме-нуар Джона Фэрроу «Где живёт опасность» (1950), где она сыграла психически больную женщину, которая заставляет врача (Роберт Митчем) поверить в то, что он убил её мужа, хотя на самом деле это она его задушила. Как вспоминала Домерг, «Митчем был чудесен. Там есть сцена, где у меня начиналась истерика, и это было мне сложно. После съёмок сцены Роберт сказал мне: „Ты мне нравишься. Ты не знаешь, что ты делаешь, но ты делаешь это от всего сердца!“». Тем не менее, по словам Вэлланса, «после выхода на экраны фильм получил прохладные отзывы и не имел коммерческого успеха». Босли Краузер в «Нью-Йорк Таймс» раскритиковал игру Домерг в качестве дамы, которая втягивает героя Митчема в беду, написав, что, «мисс Домерг не показывает ничего, кроме довольно похотливой внешности и способности проговаривать несложный текст».
Берган назвал «Где живёт опасность» «приличным фильмом-нуар», который «был серьёзно подпорчен неадекватностью Домерг в роли женщины-предательницы». Современный киновед Крейг Батлер охарактеризовал картину как «порой увлекательный, порой раздражающий фильм-нуар, который стоит посмотреть, особенно поклонникам жанра. Хотя фильм неровный, в свои лучшие моменты он просто захватывает». Однако «несколько помех не позволяют фильму стать тем, чем он мог бы стать. Самой главной среди них является то, что „открытая“ Говардом Хьюзом Фейт Домерг была поставлена на ключевую роль психически больной роковой женщины. Для этой роли требуется женщина с внешностью, мгновенно поражающей мужчину и не отпускающей его, и это у Домерг есть. Но для этой роли также требуется актриса, способная сыграть сложные сцены и которая владеет тонкостями мастерства, в том числе при исполнении сильных драматических сцен, а этого актрисе катастрофически не хватает». В 2000 году историк кино Деннис Шварц написал, что в этом фильме «Роберт Митчем обременён скучнейшей игрой в роли роковой женщины со стороны Домерг, которая в то время была протеже босса студии Говарда Хьюза, и этот фильм стал её дебютом, который не предвещал ничего хорошего».
Премьера фильма «Как живёт опасность» состоялась в ноябре 1950 года, а в конце декабря, наконец, состоялась премьера «Вендетты». Как вспоминала Домерг, перед премьерой фильма «была проведена огромная рекламная кампания для моего продвижения. Я была практически на каждой журнальной обложке каждого журнала — 15 страниц в Pageant, четыре страницы — в Life, обложка Look, и так далее». Затем, когда в конце 1950 года должна была состояться премьера обоих фильмов в Нью-Йорке, «я заявила студии, что не могу на неё поехать, так как я устала, зла и снова беременна. Говард позвонил мне и сказал, что в кампанию вложено очень много денег. Тогда я ответила ему, что у меня будет ребёнок, и он сказал „ОК, до свидания, Фейт“, и это был последний раз, когда я слышала его голос». По некоторым оценкам, Хьюз потратил на рекламную раскрутку Домерг в общей сложности 5 млн долл..
«Вендетта», по словам Вэлланса, «стала одной из легендарных катастроф Голливуда». Она вышла «с убийственной критикой и безразличной публикой» и «была жёстко раскритикована, как многословная и напыщенная мелодрама о корсиканской мести». Берган также отметил, что «как сам фильм, так и Домерг были разбиты критиками в пух и прах». Как написала в своей рецензии «Нью-Йорк Таймс», фильм был «многословным, медленным и очевидно устаревшим, который тянут вниз переизбыток экзотических акцентов, серенький диалог и неубедительная актёрская игра,… и всё это на фоне дикого корсиканского пейзажа, который действительно придаёт картине атмосферу напряжённой аутентичности». Что же касается «Фейт Домерг, разрекламированной новой актрисы, то она совсем не пламенная героиня. Несмотря на изобилие ярких реплик, привлекательная мисс Домерг лишь иногда выдаёт по-настоящему эмоциональную игру». После выпуска фильма, разочарованная тем, как он занимался её фильмом и её карьерой, Домерг ушла от Хьюза. Она говорила: «Мне сказали, что он истратил пять миллионов долларов на то, чтобы меня разрекламировать, но фильм так и не был толком выпущен. Это всё пропало зря» .

## Последующая карьера
В течение последующих двух лет на RKO Домерг была без работы. Затем её отдали в аренду на Universal Pictures для съёмок в вестерне Дона Сигела «Дуэль на Сильвер-Крик» (1952). Как написал в рецензии на фильм обозреватель «Нью-Йорк Таймс» Говард Томпсон, «главные роли в фильме исполнили Стивен Макнэлли в роли шерифа и Оди Мёрфи в роли его помощника, которые борются с бандой захватчиков чужих земель, в конечном итоге наводя порядок в приграничном городке». Домерг же «красивее всех и прекрасно одета в роли главной преступницы, которая не остановится перед тем, чтобы удавить раненого человека». В целом же фильм «растрачен впустую как всего лишь очередной вестерн, громкий и мрачный, с чёрствым кукурузным зерном на каждую пулю». В 1953 году Домерг вышла из контракта с RKO, и после недолгого проживания со своим мужем в Англии вернулась в США, где подписала контракт с Universal Pictures. В том же году она снялась на своей новой студии в вестерне Ллойда Бэкона «Великое восстание сиу» (1953) в главной женской роли конезаводчицы, которая поставляет лошадей юнионистской кавалерии. За её сердце конкурируют нечистоплотный поставщик лошадей (Лайл Беттгер) и бывший военный врач (Джефф Чандлер), который предотвращает восстание индейцев племени сиу. В 1954 году вышла мелодрама «Это моя любовь» (1954), последний фильм Домерг на RKO, который снимался ещё в 1952 году, сразу после «Дуэли на Сильвер-Крик» (1952).
Как отмечает Вэлланс, в 1955 году «наступил самый важный год в её кинокарьере», когда она сыграла главные роли в фантастических фильмах «Этот остров Земля», «Оно пришло из глубины моря» и «Культ кобры», а также в вестерне «Проход в Санта-Фе». Как вспоминала Домерг, «мне кажется, за весь 1955 год у меня не было ни одного выходного дня!». Сначала на киностудии Republic Pictures вышел вестерн «Проход через Фанта-Фе» (1955), в котором Джон Пейн сыграл главную роль руководителя каравана фургонов, который враждебно относится к индейцам. Домерг же исполнила главную женскую роль женщины, рождённой в смешанном браке, которая перевозит ценный военный груз. Вскоре между ними возникают романтические отношения, и когда герой Пейна узнаёт о её происхождении, он должен преодолеть свои предрассудки по отношению к индейцам. Домерг с удовольствием вспоминала о своей работе в этом фильме, постановщиком которого был «чудесный режиссёр по имени Уильям Уитни, который был самым лучшим режиссёром, с которым я когда-либо работала».
B фильме ужасов «Культ кобры» (1955) Домерг сыграла главную роль жрицы азиатского культа змеепоклонников, которая могла превращаться в змею. Когда в 1945 году во время священного обряда шестеро американских солдат вопреки запрету стали снимать его на фотокамеру, а затем устроили переполох, жрица наложила на них проклятие и стала уничтожать по одному сначала у себя на родине, а затем в Нью-Йорке, пока, наконец, одному из солдат не удалось остановить её. Студия Universal начала съёмки картины с актрисой Мари Бланчард, но осталась недовольна отснятым материалом и заменила её на Домерг, которая позднее говорила: «Этот фильм не был для меня приятным воспоминанием. Мой брак с Уго рушился — он был в Европе, а я была в Голливуде». Вскоре они развелись, и Домерг осталась одна с двумя детьми.
В фантастическом фильме Columbia Pictures «Это прибыло со дна моря» (1955) Домерг предстала в «маловероятном образе учёной», которая помогает уничтожить гигантского радиоактивного осьминога с шестью щупальцами, пытающегося захватить Сан-Франциско.
Она снова была учёной в «отличном межпланетном научно-фантастическом фильме» студии Universal «Этот остров Земля» (1955). Как написал Вэлланс, «этот фильм Джозефа Ньюмана считается одним из самых умных научно-фантастических фильмов своего времени» (во время болезни Ньюмана постановкой занимался Джек Арнольд). Домерг сыграла в нём роль учёной, которую вместе с коллегами против их воли похитили и доставили на планету Металуна, чтобы они помогли защитить её от иноземного вторжения. Кинокритик Говард Томпсон в «Нью-Йорк Таймс» высоко оценил картину, особенно выделив «технические эффекты этого первого научно-фантастического путешествия Universal в цвете. Эти эффекты в высшей степени необычны и красивы, и благодаря им фильму можно простить его некоторые небольшие недостатки». Томпсон также отметил высокий уровень актёрской игры и, кроме того, «смелый и даже умный сценарий». Как вспоминала актриса, фильм «достиг большей популярности, чем что-либо другое из того, что я делала. Хотя, честно говоря, такие фильмы — это на самом деле дело рук техников, актёры здесь на втором месте по отношению к ним и к декорациям».
Как отмечено в биографии Домерг на сайте Turner Classic Movies, «хотя это не были её любимые проекты, эти фильмы добились скромного культового статуса на протяжении последующих лет».
В 1955—1957 годах Домерг появилась также в серии европейских картин. В британском фантастическом фильме «Временной сдвиг» (1955), который в США вышел под названием «Атомный человек», Домерг вместе с Джином Нельсоном сыграла пару журналистов, которые раскрывают загадку выловленного в Темзе учёного-ядерщика со сверхъестественными способностями. В своей рецензии на фильм Крейг Батлер отметил хороший актёрский состав картины, особенно выделив «фаворитку научной фантастики Фейт Домерг». Далее последовали телетриллер категории В «Инцидент в Сохо» (1956), где Домерг была главой банды рэкетиров, и разочаровывающий криминальный фильм «Человек в тени» (1957), который вышел в США под названием «Жестокий незнакомец». Как говорила Домерг, «этот период моей жизни был активным временем, потому что я была мать-одиночка с двумя детьми, которых надо было содержать».
В 1959 году вышел вестерн «Эскорт на Запад» (1959) с Виктором Мэтьюром в главной роли, где Домерг сыграла одну из главных женских ролей одинокой женщины, которая сразу после окончания Гражданской войны вместе с сестрой переезжает в Орегон. Современный критик Деннис Шварц оценил картину как «терпимый низкобюджетный вестерн категории В», «где скучные мелодраматические сцены перебиваются добротными сценами экшна, что позволяет фильму, по крайней мере, оставаться на уровне».

## Кинокарьера в 1960—1970-е годы
В 1963 году Домерг сыграла в малозначимом вестерне «Калифорния» (1963), а два года спустя — в научно-фантастическом фильме «Путешествие на доисторическую планету» (1965), который в основном был смонтирован из материалов советского фильма «Планета бурь» (1962) с добавлением нескольких сцен с американскими актёрами. Это была последняя фантастическая лента Домерг.
В 1966 году Домерг вышла замуж за итальянского продюсера Паоло Коссу, после чего сделала несколько итальянских фильмов, включая криминальный триллер «Одна на другой» (1969) с Джоном Айрлендом и Эльзой Мартинелли, драму «Осадное положение» (1969) с Джоан Коллинз и джалло «Человек с ледяными глазами» (1970). Она также сыграла в небольшую роль в комедии «Игроки» (1970), завершив свою кинокарьеру тремя фильмами ужасов — «Наследие крови» (1971) с Джоном Каррадайном, «Дом семи трупов» (1974) с Джоном Айрлендом и Каррадайном и «Так жестоко, моя сестра» (1974) со Сьюзан Страсберг.

## Карьера на телевидении
В период с 1953 по 1968 года Домерг также работала на телевидении, сыграв в 39-и эпизодах 28-ми различных сериалов, среди которых «Граф-Монте-Кристо» (1956), «Шугарфут» (1959), «Шайенн» (1959), «Бит Бурбон-стрит» (1959), «Гавайский детектив» (1959—1961), «Кольт 45-го калибра» (1960), «Бронко» (1960), «Майкл Шейн» (1960), «Сансет-Стрип, 77» (1961), «Истории Уэллс-Фарго» (1961), «Перри Мейсон» (1961—1963), «Бонанза» (1961—1964), «Есть оружие — будут путешествия» (1962—1963) и «Гориллы Гаррисона» (1968).

## Актёрское амплуа и оценка творчества
По словам современных киноведов, Фейт Домерг была «соблазнительной темноволосой исполнительницей главных ролей», «сладострастной брюнеткой» «с экзотической внешностью», которой была свойственна «мягкая и хрупкая элегантность».
Вэлланс отмечает, что «первым на 16-летнюю сладострастную, темноволосую красавицу Домерг обратил внимание миллиардер Говард Хьюз, который в течение семи лет готовил её к звёздной карьере». Как написала в марте 1947 года обозреватель Лоуэлла Парсонс, «Домерг получила от Хьюза такой толчок, который от этого поразительного человека не получала никакая другая актриса в мире, за исключением Джейн Расселл». Несмотря на такую мощную поддержку, Домерг так и не удалось пробиться на самый верх и выбиться в первые ряды голливудских звёзд. Фильмы, в которых её снял Хьюз — «Вендетта» (1950) и «Где живёт опасность» (1950) — не добились успеха ни у публики, ни у критиков, и после этого пути Хьюза и Домерг разошлись навсегда.
На протяжении 1950-х годов Домерг сыграла главные роли в серии низкобюджетных экшнов и фантастических фильмов. Как пишет Уивер, Домерг играла всех: убийцу — в «Где живёт опасность», «Дуэль на Сильвер-Крик» и «Это любовь», а также учёного, которая борется с мутантами в космосе — в «Этот остров Земля». Кроме того, она боролась с гигантским осьминогом в «Это пришло с морского дна» и сама сыграла монстра — ползучую женщину-змею, которая околдовывала, а затем перед убийством пугала своих жертв в «Культе кобры».
Как пишет Берган, в середине 1950-х годов в карьере Домерг «наступил взлёт в качестве „королевы криков“ в серии приличных незкобюджетных фильмов ужасов». По словам Вэлланса, актриса «добилась своеобразной славы, став культовой звездой таких фантастических фильмов», как «Это пришло с морского дна», «Культ кобры» и особенно «Этот остров Земля». Фильм ужасов «Культ кобры», где она сыграла сверхъестественную мстительную рептилию, которая может превращаться в соблазнительную красавицу, по словам Митчелла, «показал не только её соблазнительную красоту, но и талант». По словам Эриксона, к «числу её самых памятных работ относятся энергично сыгранные роли в „Этот остров Земля“ (1955) и „Атомный человек“ (1956)». В конце 1950-х годов Домерг ушла из кино, но в 1960—1970-е годы снова вернулась на экран, играя в основном роли второго плана в таких фильмах, как «Наследие крови» и «Дом семи трупов».

## Личная жизнь
В январе 1946 года Домерг в первый раз вышла замуж за американца швейцарского происхождения Эрнста Хейнриха «Тедди» Стауффера (англ. Ernst Heinrich «Teddy» Stauffer), руководителя оркестра и совладельца ночного клуба в Акапулько. Брак продержался только шесть месяцев. В октябре того же года Домерг подала на развод со Стауффером и согласовала условия раздела имущества.
В октябре 1947 года, через несколько часов после получения развода со Стауффером, в мексиканском городе Хуарес Домерг тайно вышла замуж за кинорежиссёра Уго Фрегонезе. Пара переехала в Аргентину, где прожила почти два года. В январе 1949 года в Буэнос-Айресе у них родилась дочь Диана Мария, после рождения которой Домерг вернулась в США и в 1950 году возобновила актёрскую карьеру. В августе 1951 года в Лос-Анджелесе у пары родился сын Джон Энтони.
В апреле 1952 года Домерг вместе с Фрегонезе на некоторое время переехали в Лондон, где тот ставил «Декамерон». В июле 1953 года они продали дом в Беверли-Хиллс и переехали в Мексику. В ноябре 1954 года она рассталась с Фрегонезе и выдвинула против мужа иск, в котором обвиняла его в «психической жестокости и требовала содержание в размере 600 долларов в месяц на детей и разумное содержание для себя». В июне 1955 года Домерг переехала в Европу, прожив два с половиной года в Риме и Лондоне. В феврале 1958 года она окончательно рассталась с Фрегонезе. В апреле её адвокат выступил с заявлением, согласно которому брак с Фрегонезе закончен, а три месяца спустя суд присудил ей содержание в размере 900 долларов на себя и детей. В декабре 1960 года официально развелась с Фрегонезе, получив опеку над детьми.
В июле 1966 года Домерг вышла замуж за итальянского бизнесмена и продюсера Паоло Коссу, вместе с которым с 1968 года жила в Швейцарии и Испании. После смерти мужа в 1992 году Домерг вернулась в Санта-Барбару, где жила вместе с дочерью. Как вспоминала Домерг, «я провела 30 чудесных и восхитительных лет с Паоло, и его мне очень не хватает».
Как отмечает Том Уивер, «несмотря на разводы, Домерг оставалась католичкой, соблюдавшей все ритуалы» .
В 1972 году нью-йоркский издатель сообщил, что готовит к выходу книгу Домерг под названием «Моя жизнь с Говардом Хьюзом», утверждая в Variety, что «это будет первый раз, когда одна из его дам по-настоящему заговорит о своих личных отношениях с ним». Однако книга так и не вышла в свет, а два года спустя Домерг заявила: «Я не говорю много о Говарде Хьюзе. По моему мнению, довольно грустно, что публике особенно интересна негативная сторона чьей-то жизни, а не тот факт, что он внёс величайший вклад в аэронавтику своей страны с начала века. Все мои воспоминания о Говарде — только хорошие».

## Смерть
Фейт Домерг умерла под именем Фейт М. Косса в Санта-Барбаре 4 апреля 1999 года от рака в возрасте 73 (или 74) года.
У Домерг осталось двое детей — Диана и Джон Фрегонезе, а также четверо внуков.

## Фильмография
| Год        |     | Русское название                      | Оригинальное название            | Роль                                    |
| ---------- | --- | ------------------------------------- | -------------------------------- | --------------------------------------- |
| 1941       | ф   | Блюз ночью                            | Blues in the Night               | танцующая девушка (в титрах не указана) |
| 1941       | кор | Танцы в гареме                        | Dancing in a Harem               | (в титрах указана как Фейт Дорн)        |
| 1946       | ф   | Молодая вдова                         | Young Widow                      | Джерри Тейлор                           |
| 1949       | ф   | Вряд ли он преступник                 | Apenas un delincuente            | (в титрах не указана)                   |
| 1950       | ф   | Где живет опасность                   | Where Danger Lives               | Марго                                   |
| 1950       | ф   | Вендетта                              | Vendetta                         | Коломба делла Рабиа                     |
| 1952       | ф   | Дуэль на Сильвер-Крик                 | Опал Лэйси                       |                                         |
| 1953       | ф   | Великое восстание сиу                 | The Great Sioux Uprising         | Джоан Бриттон                           |
| 1953       | с   | Зеркальный театр «Ревлон»             | The Revlon Mirror Theater        | Лори Роджерс (1 эпизод)                 |
| 1953—1954  | с   | Видеотеатр «Люкс»                     | Lux Video Theatre                | разные роли (2 эпизода)                 |
| 1954       | ф   | Это моя любовь                        | This Is My Love                  | Эвелин Майер                            |
| 1954       | с   | Театр у камина                        | Fireside Theatre                 | Дженни, Мариана (2 эпизода)             |
| 1954       | с   | Театр «Дженерал Электрик»             | General Electric Theater         | (1 эпизод)                              |
| 1954       | с   | Телевизионный театр «Форд»            | The Ford Television Theatre      | (1 эпизод)                              |
| 1954— 1958 | с   | Театр звёзд «Шлитц»                   | Schlitz Playhouse of Stars       | разные роли (2 эпизода)                 |
| 1955       | ф   | Проход в Санта-Фе                     | Santa Fe Passage                 | Аурелия Сент Клер                       |
| 1955       | ф   | Культ кобры                           | Cult of the Cobra                | Лиза Мойя                               |
| 1955       | ф   | Этот остров Земля                     | This Island Earth                | доктор Рут Адамс                        |
| 1955       | ф   | Временной сдвиг                       | Timeslip                         | Джил Рабовски                           |
| 1955       | ф   | Это прибыло со дна моря               | It Came from Beneath the Sea     | профессор Лесли Джойс                   |
| 1955       | с   | Театр звёзд                           | Celebrity Playhouse              | (1 эпизод)                              |
| 1956       | ф   | Инцидент в Сохо                       | Soho Incident                    | Белла Франкези                          |
| 1956       | с   | Граф Монте-Кристо                     | The Count of Monte Cristo        | Рене Моррель (1 эпизод)                 |
| 1957       | ф   | Человек в тени                        | Man in the Shadow                | Барбара Питерс                          |
| 1957       | с   | Зарубежный пресс-клуб – эксклюзив!    | Overseas Press Club - Exclusive! | Хелен Зотос (1 эпизод)                  |
| 1958       | ф   | Небо горит                            | Il cielo brucia                  | Анна                                    |
| 1959       | ф   | Западный эскорт                       | Escort West                      | Марта Друри                             |
| 1959       | с   | Шугарфут                              | Sugarfoot                        | Изабель Старки (1 эпизод)               |
| 1959       | с   | Полицейский штата                     | State Trooper                    | разные роли (2 эпизода)                 |
| 1959       | с   | Шайенн                                | Cheyenne                         | Мария Ривера (1 эпизод)                 |
| 1959       | с   | Бит Бургон-стрит                      | Bourbon Street Beat              | Сьюзен Вуд (1 эпизод)                   |
| 1959— 1961 | с   | Гавайский детектив                    | Hawaiian Eye                     | разные роли (2 эпизода)                 |
| 1960       | с   | Кольт 45-го калибра                   | Colt .45                         | Сьюзен Тремейн (1 эпизод)               |
| 1960       | с   | Бронко                                | Bronco                           | Каталина (1 эпизод)                     |
| 1960       | с   | Майкл Шейн                            | Michael Shayne                   | Кара Волтейн (1 эпизод)                 |
| 1960       | с   | Мошенник напрокат                     | Rogue for Hire                   | Пиларин (1 эпизод)                      |
| 1961       | с   | Сансет-Стрип, 77                      | 77 Sunset Strip                  | Гретхен Джервис (1 эпизод)              |
| 1961       | с   | Высокий человек                       | The Tall Man                     | Кейт Элдер (1 эпизод)                   |
| 1961       | с   | Истории Уэллс-Фарго                   | Tales of Wells Fargo             | Китти Торп (1 эпизод)                   |
| 1961       | с   | Сажать в тюрьму                       | Lock Up                          | Марианна Келли (1 эпизод)               |
| 1961— 1963 | с   | Перри Мейсон                          | Perry Mason                      | разные роли (2 эпизода)                 |
| 1961— 1964 | с   | Бонанза                               | Bonanza                          | разные роли (2 эпизода)                 |
| 1962— 1963 | с   | Есть оружие - будут путешествия       | Have Gun - Will Travel           | разные роли (2 эпизода)                 |
| 1963       | ф   | Калифорния                            | California                       | Карлотта Торрес                         |
| 1965       | ф   | Путешествие на доисторическую планету | Voyage to the Prehistoric Planet | доктор Марша Эванс, Вега                |
| 1966       | с   | В бою                                 | Combat!                          | мадам Фуше (1 эпизод)                   |
| 1967       | ф   | След грома                            | Track of Thunder                 | миссис Гудвин                           |
| 1968       | с   | Гориллы Гаррисона                     | Garrison's Gorillas              | Карла (1 эпизод)                        |
| 1969       | ф   | Одна на другой                        | Una sull'altra                   | Марта                                   |
| 1969       | ф   | Короткая любовь                       | Lo stato d'assedio               | мать Лоренцо                            |
| 1970       | ф   | Игроки                                | The Gamblers                     | синьора дель Изола                      |
| 1970       | ф   | Кровавое наследство                   | Blood Legacy                     | Вероника Дин                            |
| 1971       | ф   | Человек с ледяным взглядом            | L'uomo dagli occhi di ghiaccio   | миссис Вальдес                          |
| 1974       | ф   | Дом семи трупов                       | The House of Seven Corpses       | Гейл Дориан                             |
| 1974       | ф   | Такая жестокая, моя сестра            | So Evil, My Sister               | Милли Хартман                           |
| 1976       | ф   | Большая любовь, свободная любовь      | Amore grande, amore libero       |                                         |